# چیچیژتسه
چیچیژتسه (به لهستانی:  Ciecierzyce) یک روستا در لهستان است که در گمینا دشچنو واقع شده‌است. چیچیژتسه ۵۰۴ نفر جمعیت دارد.